# Schistura seyhanicola
Schistura seyhanicola är en fiskart som beskrevs av Erk'akan, Nalbant och Özeren 2007. Schistura seyhanicola ingår i släktet Schistura och familjen grönlingsfiskar. Inga underarter finns listade i Catalogue of Life.